# Seddülbahiri francia katonai temető
A seddülbahiri francia katonai temető (Cimetière français Sedd el Bahr) egy első világháborús francia sírkert a török Gallipoli-félszigeten, Seddülbahir közelében.

## Története
A Dardanellák ostroma során 27 ezer francia katona esett el, miután a franciák sikeresen partra szálltak Kumkalénál 1915. április 25-én. 
Az elesett francia hősi halottakat féltucat temetőben hantolták el, majd az 1923-as lausanne-i egyezmény értelmében közös sírkertbe gyűjtötték őket. Seddülbahirinél 2240 azonosított francia nyugszik. A temetőben áll egy 15 méter magas emléktorony, amely csontházként is funkcionál. A lábánál található, szarkofág alakú négy tömegsír nagyjából 15 ezer katona földi maradványait tartalmazza.